# 開倫塾
開倫塾（かいりんじゅく）は、栃木県を中心事業展開している学習塾である。

## 概要
1984年に設立され、栃木県足利市に本部を置いており、2019年11月現在、東京都内に23校舎、栃木県内に41校舎、群馬県内に8校舎、茨城県内に9校舎の計81校舎を展開しており、塾生は約7,000名（2019年度）、従業員数は約500名である。
2002年に栃木県経営品質賞県知事賞を受賞。また、2009年に「ハイ･サービス日本300選」に選ばれた成績がある。
独自の模擬試験である「開倫塾模擬テスト」を定期的に実施している。主に栃木県立高校・私立高校の合否判定が出される。